# Paradoloria
Paradoloria is een geslacht van kreeftachtigen uit de klasse van de Ostracoda (mosselkreeftjes).

## Soorten
- Paradoloria acorensis (Granata & Caporiacco, 1949) Poulsen, 1962
- Paradoloria australis Poulsen, 1962
- Paradoloria baini Karanovic & Laperousaz, 2009
- Paradoloria capensis (Cleve, 1905) Poulsen, 1962
- Paradoloria chistikovi Chavtur, 1987
- Paradoloria dorsoserrata (Mueller, 1908) Poulsen, 1962
- Paradoloria fax Kornicker in Kornicker & Poore, 1996
- Paradoloria lippa Kornicker, 1989
- Paradoloria magna Kornicker, 1989
- Paradoloria mordax Kornicker in Kornicker & Poore, 1996
- Paradoloria nuda Poulsen, 1962
- Paradoloria pellucida (Kajiyama, 1912) Hanai, 1974
- Paradoloria pugnax Kornicker in Kornicker & Poore, 1996
- Paradoloria tryx Kornicker in Kornicker & Poore, 1996